# Vampyrellida
Vampyrellida – takson eukariotów należący do supergrupy Sar. W systematyce Adla występuje jako klad, według Hessa i innych ma rangę rzędu.
Należą tutaj organizmy, które są wyłącznie cudzożywne. Te ameboidalne, nagie komórki są fagotrofami. Ich cykl życiowy obejmuje: ameboid, trofozoit, cystę. Kilka gatunków może wytwarzać plazmodium i osiągać znaczne rozmiary. Gatunki tu należące zasiedlają wody morskie (słone) lub śródlądowe (słodkie) oraz glebę

## Systematyka
Według Hessa podział rzędu Vampyrellida jest następujący:
- rodzina Vampyrellidae Zopf, 1885 przywrócona przez Hess i inni, 2012
  - rodzaj Vampyrella
- rodzina Leptophryidae Hess, Sausen i Melkonian, 2012
  - rodzaj Leptophrys
  - rodzaj Theratromyxa
  - rodzaj Platyreta

Według Adla należą tutaj:
- Arachnula
- Gobiella
- Hyalodiscus
- Lateromyxa
- Leptophrys
- Platyreta
- Thalassomyxa
- Theratromyxa
- Vampyrella

oraz prawdopodobnie
- Penardia